# Petter Hansson
Petter Hansson (født d. 14. december 1976 i Söderhamn) er en svensk tidligere fodboldspiller. Han spillede gennem karrieren for blandt andet SC Heerenveen, AS Monaco og Rennes FC.
Han startede sin karriere hans hjemby, hos Söderhamns FF, og skiftede i 1998 til Halmstads BK. Han debuterede i Allsvenskan d. 4. oktober 1998 i en kamp mod AIK. Petter Hansson blev en populær spiller hos Halmstads BK, mest på grund af hans vilje til at kæmpe for hans klub, og viljen til at vinde hver eneste kamp. Hansson spillede som defensiv midtbanespiller og central forsvarspiller og blev en nøglespiller for Halmstads BK. Det resulterede i en enorm popularitet hos fansene, og han blev holdkaptajn. Ved at han hjalp Halmstads BK til at vinde deres 4. mesterskab i historien i år 2000. Han skiftede i 2002 til Holland og SC Heerenveen. Han flyttede i 2007 til Frankrig, hvor han har repræsenteret først Rennes FC og siden AS Monaco.
Hansson nåede i sin tid som landsholdsspiller (2001-2009) at spille 43 og score 2 mål for Sveriges landshold, og var en del af landsholdet under EM i 2004, VM i 2006 og EM i 2008.